# 물리 기반 렌더링

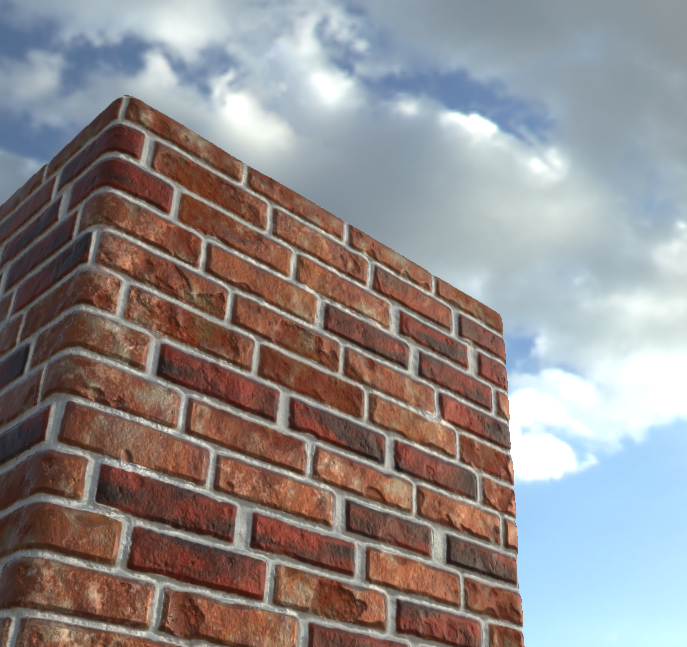
PBR을 사용하여 렌더링한 벽돌의 그림.

물리 기반 렌더링(physically based rendering, PBR)은 컴퓨터 그래픽스에서 실제 세계의 빛의 흐름을 더 정확하게 모델링하는 방식으로 그래픽스의 렌더링을 추구하는 모델이다.

## 역사
이 문구는 Matt Pharr, Greg Humphreys, Pat Hanrahan이 2004년부터 동일한 이름의 책에서 기술하였으며, 현대 컴퓨터 그래픽스의 세미나적 공로로 특수 효과에 대한 기술 달성 아카데미상을 수상하였다.

## 프로세스
Marmoset의 연구원 제프 러셀(Jeff Russell)이 기술한 바에 따르면 물리 기반 렌더링 파이프라인은 다음의 영역에 집중한다:
- 반사
- 확산
- 반투명과 투명
- 에너지 보존 법칙
- 금속성
- 프레넬 반사율
- 마이크로서피스 스캐터링

조 윌슨에 따르면 PBR은 엄격한 규칙의 집합이 아닌, 좀 더 개념에 가까운 것이지만 이 개념에는 여러 구별되는 특징들을 포함한다. 그 중 하나로, 무반사와 반사 사이에서 표면을 구별하려는 수많은 과거의 모델과 달리, 존 헤이블(John Hable)에 따르면 PBR은 실제 세계에서 "모든 것이 빛난다". 고무처럼 평평해 보이는 표면이라도 약간의 빛은 반사하며, 수많은 금속과 액체는 상당한 양을 반사한다.

## 같이 보기
- 비사실적 렌더링